# Panama City
Panama City (spansk Panamá) er hovedstad i Panama, og er med sine 699.000 indbyggere den største by i landet.  Den blev grundlagt i 15. august 1519 af spanierne og blev takket være sin geografiske placering ved Panama-landtangen hurtigt en betydelig by.  Byen begyndte dog først at vokse efter bygningen af Panamakanalen.

## Historie
Byen blev grundlagt i 1519, cirka 10 km øst for sit nuværende centrum (Casco).  I 1671 blev den ødelagt af den engelske pirat Henry Morgan, hvorefter byen blev genopført på sin nuværende placering.  Det gamle byområde er bevaret som et ruinområde, der i 2003 kom på UNESCO's liste over verdenskulturarv.
| Vejr for Panama City (1971–2000), Panama                  | Vejr for Panama City (1971–2000), Panama | Vejr for Panama City (1971–2000), Panama | Vejr for Panama City (1971–2000), Panama | Vejr for Panama City (1971–2000), Panama | Vejr for Panama City (1971–2000), Panama | Vejr for Panama City (1971–2000), Panama | Vejr for Panama City (1971–2000), Panama | Vejr for Panama City (1971–2000), Panama | Vejr for Panama City (1971–2000), Panama | Vejr for Panama City (1971–2000), Panama | Vejr for Panama City (1971–2000), Panama | Vejr for Panama City (1971–2000), Panama | Vejr for Panama City (1971–2000), Panama |
|                                                           | Jan                                      | Feb                                      | Mar                                      | Apr                                      | Maj                                      | Jun                                      | Jul                                      | Aug                                      | Sep                                      | Okt                                      | Nov                                      | Dec                                      | År                                       |
| --------------------------------------------------------- | ---------------------------------------- | ---------------------------------------- | ---------------------------------------- | ---------------------------------------- | ---------------------------------------- | ---------------------------------------- | ---------------------------------------- | ---------------------------------------- | ---------------------------------------- | ---------------------------------------- | ---------------------------------------- | ---------------------------------------- | ---------------------------------------- |
| Gennemsnitlig maks °C                                     | 33,4                                     | 34,2                                     | 34,8                                     | 35,4                                     | 34,5                                     | 33,8                                     | 33,9                                     | 33,9                                     | 32,9                                     | 32,6                                     | 32,9                                     | 33,3                                     | 33,8                                     |
| Gennemsnitlig min °C                                      | 18,5                                     | 18,4                                     | 18,4                                     | 19,5                                     | 21,1                                     | 21,3                                     | 21                                       | 20,9                                     | 21                                       | 20,8                                     | 20,3                                     | 19,2                                     | 20                                       |
| Gennemsnitlig nedbør mm                                   | 29,3                                     | 10,1                                     | 13,1                                     | 64,7                                     | 225,1                                    | 235                                      | 168,5                                    | 219,9                                    | 253,9                                    | 330,7                                    | 252,3                                    | 104,6                                    | 1.907,2                                  |
| Kilde (2016): World Meteorological Organization (engelsk) |                                          |                                          |                                          |                                          |                                          |                                          |                                          |                                          |                                          |                                          |                                          |                                          |                                          |

## Galleri
- The belltower of the San Francisco Church.
- Plaza Bolivar in Casco Viejo.
- Santa Ana Park
- Causeway connecting Naos, Perico and Flamenco Islands to the mainland.
- The entrance to the Panama Canal from the Pacific Ocean, the Bridge of the Americas.
- Governmental office and residence of the President of Panama.
- Plaza de Francia. Square In honor of the workers and French engineers who participated in the construction of the Panama Canal.
- Skyline seen from Casco Viejo
- The former Balboa Avenue
- Panama Skycrapers
- Panama Bay
- Corredor Sur: Highway
- Tocumen International Airport, the main airport serving the city
- Public Buses